# Sociedade Desportiva Juazeirense
La Sociedade Desportiva Juazeirense, meglio nota come Juazeirense, è una società calcistica brasiliana con sede nella città di Juazeiro.

## Storia
Il club fu fondato il 12 dicembre 2006. La Juazeirense ha vinto il Campeonato Baiano Segunda Divisão nel 2011, dopo aver sconfitto l'Itabuna in finale. Ha partecipato al Campeonato Brasileiro Série D nel 2013, dove è stato eliminato alla prima fase.

## Palmarès

### Competizioni statali
- Campeonato Baiano Segunda Divisão: 1

2011